# Hans-Werner von Massow
Hans-Werner von Massow (* 13. Mai 1912 in Dresden; † 14. August 1988 in Hamburg) war einer der wichtigsten Organisatoren des nationalen und internationalen Fernschachs.

## Privates
1929 erwarb Massow in Dresden das Abitur. Danach studierte er an der Technischen Hochschule Dresden und an der Universität Zürich Journalismus, Volkswirtschaft und Geschichte. Ab 1945 lebte er in Hamburg, wo er die Hamburger Schachgesellschaft gründete. Er war verheiratet mit Bertl von Massow (1921–1983), die ihn bei seinen organisatorischen Arbeiten unterstützte. Sein Grab befindet sich auf dem Tolkewitzer Friedhof in Dresden.

## Arbeit im ICCF
Am 2. Dezember 1928 gründete er in Berlin zusammen mit Kurt Laue (Halle) und anderen den Internationalen Fernschachbund IFSB, aus dem 1951 der ICCF (Weltfernschachbund) entstand. Von da an bis 1939 war er dessen Vizepräsident und Generalsekretär. Von 1959 bis 1987 wurde er zum Präsidenten gewählt. 1987 trat er aus gesundheitlichen Gründen zurück. Sein Nachfolger wurde Henk Mostert (Niederlande).
Somit arbeitete Massow etwa 60 Jahre lang für den ICCF. In dieser Zeit wuchs der Weltverband auf sechzig Mitgliedsländer. Internationale Turniere wurden ins Leben gerufen, beispielsweise  Aufstiegsturniere, Pokalturniere, Thematurniere und Weltmeisterschaften. Der Leitspruch Amici sumus (Wir sind Freunde) wurde von ihm eingeführt.
Für seine Verdienste ernannte ihn der ICCF-Kongress in Bloemendaal 1987 zum Ehrenpräsidenten.

## Arbeit im BdF
Massow gehörte 1946 zu den Gründern des BdF, dem heutigen Deutschen Fernschachbund. Lange Jahre war er hier Geschäftsführer. Unter seiner Amtsführung wuchs der BdF auf mehr als 2000 Mitglieder und war so eine der größten Fernschachorganisationen der Welt.
In der Zeitschrift Fernschach, die er 1929 ins Leben gerufen hatte, veröffentlichte er regelmäßig Beiträge; 1951 übernahm er die Redaktion und hatte diese bis zu seinem Ableben inne.

## Werke
- Schach ist schön – Schach bringt Freude. Verlag der Deutschen Arbeitsfront, Prag 1940
- (gemeinsam mit Rudolf Elstner) Wir bitten zum Schachbrett. Caissa-Verlag, Weidenau 1949
- (Herausgeber gemeinsam mit Eberhardt Wilhelm) Dr.-Dyckhoff-Fernschach-Gedenkturnier 1954/56. Walter de Gruyter & Co., Berlin 1958; 2. Auflage, Schachverlag Manfred Mädler, Düsseldorf 1987, ISBN 3-925691-00-6

| Personendaten    | Personendaten              |
| ---------------- | -------------------------- |
| NAME             | Massow, Hans-Werner von    |
| KURZBESCHREIBUNG | deutscher Schachfunktionär |
| GEBURTSDATUM     | 13. Mai 1912               |
| GEBURTSORT       | Dresden                    |
| STERBEDATUM      | 14. August 1988            |
| STERBEORT        | Hamburg                    |